# JYP Entertainment
JYP Entertainment Corporation (koreanska: JYP 엔터테인먼트) är ett sydkoreanskt skivbolag och en talangagentur bildad år 1997 av Park Jin-young. Det är ett av de tre största skivbolagen i Sydkorea tillsammans med SM och YG. Artister kontrakterade till JYP går under det gemensamma namnet JYP Nation.
Aktiva idolgrupper under JYP inkluderar 2PM, Day6, Twice, Boy Story, Stray Kids, Itzy, NiziU, Xdinary Heroes, Nmixx och Vcha. Bolaget har tidigare varit hem för bland andra Miss A, Wonder Girls och Got7.

## JYP Nation

### Nuvarande artister
| Namn              | Beskrivning                         |
| ----------------- | ----------------------------------- |
| 15&               | 2 medlemmar tjejgrupp               |
| 2AM               | 4 medlemmar pojkband                |
| 2PM               | 6 medlemmar pojkband                |
| Baek A-yeon       | Kvinnlig solo                       |
| Baek Ye-rin (15&) | Kvinnlig solo                       |
| Bernard Park      | Manlig solo                         |
| Day6              | 5 medlemmar pojkband                |
| Fei (Miss A)      | Kvinnlig solo                       |
| G.Soul            | Manlig solo                         |
|                   |                                     |
| Hyerim            | Kvinnlig solo                       |
| J.Y. Park         | Manlig solo                         |
| Jihyo (Twice)     | Kvinnlig solo                       |
| Jo Kwon (2AM)     | Manlig solo                         |
| Jun. K (2PM)      | Manlig solo                         |
| Junho (2PM)       | Manlig solo                         |
| Miss A            | 3 medlemmar tjejgrupp               |
| Nayeon (Twice)    | Kvinnlig solo                       |
| Park Ji-min (15&) | Kvinnlig solo                       |
| Stray Kids        | 8 medlemmar pojkband the best group |
| Boy Story         | 6 medlemmar pojkband                |
| Itzy              | 5 medlemmar tjejgrupp               |
| Suzy (Miss A)     | Kvinnlig solo                       |
| Twice             | 9 medlemmar tjejgrupp               |
| Tzuyu (Twice)     | Kvinnlig solo                       |
| Wooyoung (2PM)    | Manlig solo                         |
| Yubin             | Kvinnlig solo                       |

### Tidigare artister
| Namn                 | Beskrivning                      | År        |
| -------------------- | -------------------------------- | --------- |
| Byul                 | Kvinnlig solo                    | i.u.      |
| g.o.d                | 5 medlemmar pojkband             | 2004-2006 |
| HyunA (Wonder Girls) | Gruppmedlem                      | 2006-2008 |
| Im Jun-hyeok (Day6)  | Gruppmedlem                      | 2015-2016 |
| Jay Park (2PM)       | Gruppmedlem                      | 2006-2010 |
| Jeong Jin-woon (2AM) | Gruppmedlem                      | 2008-2015 |
| Jia (Miss A)         | Gruppmedlem                      | 2010-2016 |
| JOO                  | Kvinnlig solo                    | 2008-2015 |
| Lee Chang-min (2AM)  | Gruppmedlem                      | 2008-2015 |
| Lim Jeong-hee        | Kvinnlig solo                    | 2005-2012 |
| Lim Seul-ong (2AM)   | Gruppmedlem                      | 2008-2015 |
| Noel                 | 4 medlemmar pojkband             | i.u.      |
| Rain                 | Manlig solo                      | 2002-2007 |
| San E                | Manlig solo                      | 2010-2013 |
| Sohee (Wonder Girls) | Gruppmedlem                      | 2006-2014 |
| Sunmi (Wonder Girls) | Gruppmedlem, solo                | 2006-2017 |
| Sunye (Wonder Girls) | Gruppmedlem                      | 2006-2013 |
| Wonder Girls         | Tjejgrupp                        | 2007-2017 |
| Yeeun (Wonder Girls) | Gruppmedlem, solo (som HA:TFELT) | 2006-2017 |

## Dotterbolag
- J. Tune Entertainment: Ett sydkoreanskt skivbolag och underhållningsföretag grundat av JYP-artisten Rain i november 2007. I december 2013 blev J. Tune Entertainment helt sammanslaget med JYP.[4]
- Studio J: En inhouse-etikett grundad av J. Y. Park i januari 2015 med målet att lägga fokus på oberoende artister utanför K-popens mainstream-estetik.
- SQU4D: (uttalat "squad") En division av JYP Entertainment och företagets fjärde artist management-etikett, därav siffran 4 i namnet. Det styrs av Lee Ji-young och har gruppen Nmixx bland dess artister.[5]